# Стьепанович, Велимир
Велими́р Стьепа́нович (серб. Велимир Стјепановић / Velimir Stjepanović; 7 августа 1993, Абу-Даби) — сербский пловец, выступает за национальную сборную Сербии с 2011 года. Участник двух летних Олимпийских игр, бронзовый призёр чемпионата мира на короткой воде, трёхкратный чемпион Европы, трижды чемпион Средиземноморских игр в Мерсине, победитель и призёр многих первенств национального значения.

## Биография
Велимир Стьепанович родился 7 августа 1993 года в городе Абу-Даби Объединённых Арабских Эмиратов в семье боснийских сербов, при этом на международных соревнованиях он решил представлять свою историческую родину — Сербию.
Заниматься плаванием начал в возрасте шести лет, хотя первое время не думал о карьере профессионального спортсмена и ходил в секцию исключительно для поддержания физической формы. Показывать серьёзные результаты начал в возрасте двенадцати лет после того как стал тренироваться под руководством приехавшего из Кембриджа английского тренера Криса Тайди, в частности съездил на международные соревнования в Англию и выиграл там бронзовую медаль. Впоследствии переехал на постоянное жительство в Белград и присоединился к столичному спортивному клубу «Партизан».
Впервые заявил о себе в сезоне 2009 года, когда побывал на летнем Европейском юношеском Олимпийском фестивале в финском Тампере, откуда привёз награды золотого и серебряного достоинства, выигранные в плавании баттерфляем и свободным стилем соответственно. Год спустя в тех же дисциплинах получил серебро и бронзу на юношеских Олимпийских играх в Сингапуре. Ещё через год на домашнем чемпионате Европы в Белграде одержал победу в обеих этих дисциплинах — с этого момента вошёл в основной состав сербской национальной сборной, впервые выступил на взрослых первенствах Европы и мира.
Благодаря череде удачных выступлений Стьепанович удостоился права защищать честь страны на летних Олимпийских играх 2012 года в Лондоне — стартовал здесь в двух дисциплинах: в плавании на 200 метров баттерфляем дошёл до финала и занял шестое место, тогда как в эстафете 4×100 метров вольным стилем вместе с партнёрами Милорадом Чавичем, Иваном Ленджером и Радованом Силевски был тринадцатым.
После лондонской Олимпиады Велимир Стьепанович остался в основном составе гребной команды Сербии и продолжил принимать участие в крупнейших международных соревнованиях. Так, в 2013 году он выиграл золотую и бронзовую медали на чемпионате Европы в 25-метровом бассейне в датском Херинге, в то время как на Средиземноморских играх в Мерсине был лучшим во всех трёх дисциплинах, в которых принимал участие: в плавании на 200 метров вольным стилем и баттерфляем, а также в плавании на 400 метров вольным стилем. В следующем сезоне на чемпионате мира на короткой воде в Дохе стал бронзовым призёром на четырёхсотметровой дистанции вольным стилем (что стало первой медалью, выигранной сербскими спортсменами на этом состязании), при этом на чемпионате Европы по водным видам спорта в Берлине одержал победу в двух дисциплинах вольного стиля: 200 и 400 м.
В 2016 году на европейском первенстве по водным видам спорта в Лондоне выиграл серебряную медаль в плавании на 200 метров вольным стилем. Будучи одним из лидеров сербской национальной сборной, благополучно прошёл отбор на Олимпийские игры в Рио-де-Жанейро — на сей раз выступил в трёх дисциплинах: в плавании на 100 метров вольным стилем занял 32 место, в плавании на 200 метров вольным стилем дошёл до стадии полуфиналов и стал тринадцатым, в плавании на 400 метров вольным стилем расположился в итоговом протоколе на 14 строке.